# Naoki Nagasaka
Naoki Nagasaka, né le 24 avril 1953 dans la préfecture de Aichi, est un pilote automobile japonais spécialiste de courses automobiles d'endurance et de tourisme.

## Biographie
La carrière personnelle au volant en compétition de Naoki Nagasaka s'étale entre 1975 (Formula 2000 Japan) et 1997 (All-Japan GT Championship).
Il participe sur Toyota aux 24 Heures du Mans en 1990, 1991 (12e, avec victoire de catégorie C1), et 1993 (5e au général, et victoire de catégorie C2 avec Mauro Martini et Roland Ratzenberger, sur  Toyota 93C-V).

## Palmarès

### Titres
- Japanese Touring Car Championship en 1985 (première édition, sur BMW 635CSi), et 1987 (sur Ford Sierra RS);
- All Japan Sports-Prototype Championship en 1984 (sur Lotec M1C-BMW, avec Keiichi Suzuki).

### Victoires notables
- Vainqueur des 1 000 kilomètres de Fuji, en 1982 sur BMW M1 avec Fumiyasu Satou, et 1990 sur Toyota 89C-V avec Roland Ratzenberger;
- Vainqueur des 1 000 kilomètres de Suzuka, en 1980 sur March 75S avec Hironobu Tatsumi, 1982 sur BMW M1 avec Satou, et 1991 sur Toyota 91C-V avec Ratzenberger et Pierre-Henri Raphanel;
- 500 kilomètres de Fuji en 1982 (BMW M1, avec Satou);
- 6 victoires et 15 podiums dans le championnat japonais de tourisme.